# Rally Villa de Llanes de 1995
El Rally Villa de Llanes de 1995, oficialmente 19.º Rally Villa de Llanes, fue la decimonovena edición y la quinta cita de la temporada 1995 del Campeonato de España de Rally. Se celebró del 2 al 4 de junio y contó con un itinerario de dieciséis tramos que sumaban un total de 210 km cronometrados.

## Itinerario
| Día   | Tramo | Nombre           | Distancia | Ganador                   | Tiempo | Líder                     |
| ----- | ----- | ---------------- | --------- | ------------------------- | ------ | ------------------------- |
| Día 1 | TC1   | Nueva-Labra      | 19.60 km  | Oriol Gómez Borja Moratal | 13:58  | Oriol Gómez Borja Moratal |
| Día 1 | TC2   | Arriondas        | 8.90 km   | Oriol Gómez               | 5:57   | Oriol Gómez               |
| Día 1 | TC3   | Borines-Carrandi | 17.30 km  | Oriol Gómez Jesús Puras   | 12:37  | Oriol Gómez               |
| Día 1 | TC4   | Fito Norte       | 14.00 km  | Jesús Puras               | 8:13   | Borja Moratal             |
| Día 1 | TC5   | Nueva-Labra      | 19.60 km  | Jesús Puras               | 13:43  | Oriol Gómez               |
| Día 1 | TC6   | Arriondas        | 8.90 km   | Oriol Gómez               | 5:49   | Oriol Gómez               |
| Día 1 | TC7   | Borines-Carrandi | 17.30 km  | Jesús Puras               | 12:23  | Oriol Gómez               |
| Día 1 | TC8   | Fito Norte       | 14.00 km  | Jesús Puras               | 8:03   | Jesús Puras               |
| Día 1 | TC9   | Cardoso          | 6.30 km   | Oriol Gómez               | 4:21   | Jesús Puras               |
| Día 1 | TC10  | Arangas          | 15.90 km  | Borja Moratal             | 10:42  | Jesús Puras               |
| Día 1 | TC11  | Siejo-Colombres  | 10.40 km  | Oriol Gómez               | 7:03   | Oriol Gómez               |
| Día 1 | TC12  | Noriega          | 12.90 km  | Oriol Gómez               | 8:46   | Oriol Gómez               |
| Día 1 | TC13  | Cardoso          | 6.30 km   | Oriol Gómez               | 4:22   | Oriol Gómez               |
| Día 1 | TC14  | Arangas          | 15.90 km  | Oriol Gómez Jesús Puras   | 10:40  | Oriol Gómez               |
| Día 1 | TC15  | Siejo-Colombres  | 10.40 km  | Jesús Puras               | 6.58   | Oriol Gómez               |
| Día 1 | TC16  | Noriega          | 12.90 km  | Jesús Puras               | 8.39   | Oriol Gómez Jesús Puras   |

## Clasificación final
| Pos. | Piloto                | Copiloto            | Automóvil               | Tiempo  | Diferencia |
| ---- | --------------------- | ------------------- | ----------------------- | ------- | ---------- |
| 1.   | Oriol Gómez           | Marc Martí          | Renault Clio Williams   | 2:22:50 | 0.0        |
| 2.   | Jesús Puras           | Álex Romaní         | Citroën ZX 16V          | 2:22:50 | +0         |
| 3.   | Borja Moratal         | Alfredo Rodríguez   | Peugeot 306 S16         | 2:23:15 | +0:25      |
| 4.   | Miguel Martínez-Conde | Felipe Alonso       | Renault Clio Williams   | 2:29:42 | +6:52      |
| 5.   | Jaime Azcona          | Julius Billamaier   | Peugeot 106 Rallye      | 2:31:07 | +8:17      |
| 6.   | Sergio Vallejo        | Diego Vallejo       | Peugeot 106 Rallye      | 2:32:32 | +9:42      |
| 7.   | Javier Azcona         | Inma Vittorini      | Renault Clio Williams   | 2:32:33 | +9:43      |
| 8.   | Germán Castrillón     | Estrella Castrillón | Ford Escort RS Cosworth | 2:32:37 | +9:47      |
| 9.   | Miguel Ángel Fuster   | José Vicente Medina | Peugeot 106 Rallye      | 2:40:09 | +17:19     |
| 10.  | Manuel Muniente       | Joan Ibáñez         | Peugeot 106 Rallye      | 2:40:25 | +17:35     |